# 앨런 존스 (평론가)
앨런 존스(영어: Allan Jones, 1951년 혹은 1952년 출생)는 영국의 음악 평론가이자 편집가이다. 대학을 졸업한 후 피카딜리에 위치한 서점의 물품 보관소에서 일을 시작하였다. 그곳에서 일을 하며 음악 주간지 멜로디 메이커에 취업에 관한 편지를 보내며 "멜로디 메이커는 총알이 필요하다. 내가 총이다 – 방아쇠를 당겨라"라는 말을 적었다. 이후 1974년 멜로디 메이커에 스태프로 들어가게 된 존스는 10년 후인 1984년 잡지의 편집장이 되었다. 존스가 편집장으로 있는 동안 멜로디 메이커는 스톤 로지스와 펄 잼 등의 밴드의 초기 홍보를 만들었다. 존스가 부편집장 시절에 한 가장 중요한 일 중 하나는 캐저구구를 잡지의 표지로 삼으라는 출판사의 요구를 거부하고 더 스미스로 대체한 것이다. 해당 호는 1년 간 판매된 멜로디 메이커 호 중 가장 많이 판매되었다.
존스는 1997년 멜로디 메이커를 떠나 음악과 영화를 다루는 월간 잡지 언컷을 창간하였으며, 동시에 초대 편집장 자리를 맡았다. 2003년 언컷은 올해의 전문가 잡지상 및 올해의 국제 소비자 잡지를 수상하였으며, 이듬해에도 전자의 상을 다시 수상하였다.